# Black Uhuru
Блек ухуру (енгл. Black Uhuru) је реге група поријеклом са Јамајке. Група је основана 1972. године, првобитно под називом „Ухуру”, што на свахили језику значи слобода. Од свог оснивања до данас група је прошла кроз разне измјене у саставу, са Дериком „Дакијем” Симпсоном као оснивачем и сталним чланом.
Дебитантски албум под називом Love Crisis група је објавила 1977. године. Албумом Sinsemilla из 1980. бенд је стекао међународну популарност. Група је осамдесетих година почела организовати свјетске турнеје. Године 1982. наступали су као предгрупа Ролингстонсима у Уједињеном Краљевству. Блек ухуру је објавио велики број успјешних синглова, међу којима су најпознатији Guess Who's Coming to Dinner, General Penitentiary, Great Train Robbery као и сингл Shine Eye Gal са гостом Китом Ричардсом, легендарним гитаристом бенда Ролингстонси.
Албум Red из маја 1981. се од 2023. године налази на 466. мјесту листе 500 најбољих албума свих времена по избору часописа Rolling Stone. Албум Anthem из 1984. године је освојио први Греми за најбољи реге албум, нову категорију на Греми наградама представљену 1985. године. Поред тога, још 6 албума групе Блек ухуру било је номиновано за најбољи реге албум године на Греми церемонијама.  

## Историја
Група Блек ухуру основана је 1972. године у округу Вотерхаус (енгл. Waterhouse) у Кингстону, главном граду Јамајке. Чланови новонастале групе Uhuru били су Дерик „Даки” Симпсон, Дон Карлос и Рудолф „Гарт” Денис, једини од тројице који је имао било какву музичку позадину. Група је са тим саставом издала двије пјесме, од којих ниједна није остварила нарочит успјех, те су Денис и Дон Карлос напустили састав у покушају да направе соло-каријеру. Групи су се потом придружили Ерол Нелсон и Мајкл Роуз. Група је у овом саставу под новим називом – Black Sounds Uhuru – издала свој дебитантски албум Love Crisis који је објављен 1977. године.
Ерол Нелсон напушта групу крајем 1977, те га мијења Сандра „Пума” Џоунс, социјални радник из Јужне Каролине. Џоунс се претходно преселила из САД на Јамајку са циљем да „открије своје коријене”, те је радила као плесачица за реге пјевача Раса Мајкла, а била је и члан групе Mama Africa. Група је већ тада усвојила име Блек ухуру, почевши активну сарадњу са јамајканским реге извођачима и продуцентима Слајом Данбаром и Робијем Шекспиром (познатијима као „Слај и Роби”), који су били власници издавачке куће Taxi Records. У том периоду објавили су низ успјешних синглова, укључујући General Penitentiary, Guess Who's Coming to Dinner као и Shine Eye Gal са гитаристом Китом Ричардсом. Исти синглови били су дио другог албума групе – Showcase, који је објављен 1979. године. Блек ухуру је наступио на реге фестивалу „Реге сансплеш” (енгл. Reggae Sunsplash) 1980. године.
Свој трећи албум под називом Sinsemilla, Блек ухуру издаје у јулу 1980. године, под потписом дискографске куће Island Records. Овим албумом група је добила међународну популарност. Четврти албум, Red, објављен је у мају 1981, поново у сарадњи са Слај и Робијем. Албум је доживио успјех, те се нашао на трећем мјесту на листи од 10 најбољих музичких албума године у часопису New Musical Express (NME). Амерички часопис Rolling Stone га је поставио на 23. мјесто листе 100 најбољих албума осамдесетих, као и на 466. мјесто листе 500 најбољих албума свих времена. На љето 1982. године Блек ухуру је наступио у Уједињеном Краљевству као предгрупа Ролингстонсима. Блек ухуру је у децембру 1982. године издао још један албум, под називом Chill Out.
Најпознатији албум групе – Anthem, објављен је 1984. године. У новој категорији на Греми наградама – најбољи реге албум године, која је представљена 1985, албум Anthem је освојио прво мјесто. Лирички гледано, Anthem је задржао оштроумност претходних албума, критикујући социјалну неправду и економски материјализам и величајући растафаријанске вриједности као што су афроцентризам, социјална једнакост и „ајтал” (енгл. ital) исхрану. Музички, албум спаја рутс-реге (енгл. Roots Reggae) и даб са „синтетичким”, електропоп инструментима и ефектима, што резултира „амбијентом поп-реге футуризма”.
Упркос успјесима, Мајкл Роуз напушта групу 1984. године након свађе са Симпсоном, те на његово мјесто долази Делрој „Џуниор” Рајд.  Група потписује уговор са издавачком кућом RAS Records, и мијења правац албумом Brutal, објављеним 1986. Иако се овај албум по стилу разликовао од претходних албума групе, остварио је успјех те је и номинован за најбољи реге албум године на Гремију 1987. у Лос Анђелесу. Сингл са албума, Great Train Robbery нашао се на 62. мјесту хит-синглова у Уједињеном Краљевству, а уврштен је и у фиктивну реге радио-станицу K-JAH у видео-игри Grand Theft Auto: San Andreas 2004. године.
Убрзо након издавања албума Brutal, група се почела распадати. Прекинута је сарадња са дуом Слај и Роби, а Пума Џоунс је напустила групу због болести. Преминула је 28. јануара 1990. године од карцинома плућа. Њена замјена у групи била је Џенет „Олафунке” Рајд. Блек ухуру се вратио са новим албумом Positive 1987. године. Због немогућности да добије визу за наступ у САД, Џуниор Рајд напушта бенд, а прати га и Олафунке.
Дерик Симпсон тада остаје једини члан групе Блек ухуру, али убрзо се у Калифорнији опет састаје са бившим члановима групе, Гартом Денисом и Дон Карлосом, и група под оригиналним саставом издаје нови албум Now 1990. године. Албум се бавио разним темама, укључујући актуелне свјетске проблеме као што су заливски рат и крај апартхејда у Јужноафричкој Републици, али и личне трагедије, попут смрти Питера Тоша и Пуме Џоунс, бивше чланице групе. Група се поново раздваја 1996, када Даки Симпсон одлази на европску турнеју са даб поетом Јасус Афаријем, представљајући Блек ухуру, док Денис и Дон Карлос организују турнеју по САД-у, наступајући под истим именом. Због тога се водио судски процес, на којем је Симпсон добио случај и задржао права на назив групе. Карлос је наставио соло каријеру, а Симпсону су се у групи Блек ухуру придружили Ендрју Биз и Џенифер „Џенифа Наја” Конели. Под овим саставом, група је објавила два албума: Unification (1998) и Dynasty (2001), након којих се Биз вратио соло каријери.
У фебруару 2004. објављено је да се Дерик Симпсон поново удружио са бившим чланом групе, Мајклом Роузом. Заједно су објавили сингл Dollars, а извели су и неколико концерата на Јамајки. Такође су организовали и европску турнеју 2006. године.
Група Блек ухуру је 2012. године добила награду за животно достигнуће у музици од стране града Лас Вегаса. Даки Симпсон је добио „кључ града”, а 31. август је званично проглашен као дан Блек ухуруа у Лас Вегасу. Године 2016. организовали су турнеју у САД-у, са Ендрју Бизом као главним и Елзом Грин као пратећим вокалом.
Блек ухуру издаје нови албум под називом As the World Turns у септембру 2018. Ово је био први албум са Дакијем као водећим вокалом. Номинован је за најбољи реге албум на 61. Греми церемонији одржаној у Стејплс центру у Лос Анђелесу. У мају 2022. група објављује још један албум под називом New Day.

## Дискографија
- Love Crisis (1977)
- Showcase (1979)
- Sinsemilla (1980)
- Red (1981)
- Chill Out (1982)
- Anthem (1984)
- Brutal (1986)
- Positive (1987)
- Now (1990)
- Iron Storm (1991)
- Mystical Truth (1993)
- Strongg (1994)
- Unification (1998)
- Dynasty (2001)
- As the World Turns (2018)
- New Day (2022)

## Награде и номинације
| Година | Албум              | Награда                     | Резултат   |
| ------ | ------------------ | --------------------------- | ---------- |
| 1984.  | Anthem             | Греми за најбољи реге албум | Освојено   |
| 1986.  | Brutal             | Греми за најбољи реге албум | Номинација |
| 1990.  | Now                | Греми за најбољи реге албум | Номинација |
| 1991.  | Iron Storm         | Греми за најбољи реге албум | Номинација |
| 1993.  | Mystical Truth     | Греми за најбољи реге албум | Номинација |
| 1994.  | Strongg            | Греми за најбољи реге албум | Номинација |
| 2018.  | As the World Turns | Греми за најбољи реге албум | Номинација |